# Baku Cup 2 2010
Il Baku Cup 2 2010 ( Azerbaijan F2 Futures2010) è stato un torneo di tennis facente parte della categoria ITF Men's Circuit nell'ambito dell'ITF Men's Circuit 2010. Il torneo si è giocato a Baku in Azerbaigian dal 22 al 28 febbraio 2010 su campi in cemento.

## Vincitori

### Singolare
Jerzy Janowicz ha battuto in finale  Mikhail Ledovskikh con il punteggio di 6–4, 7–6(6)

### Doppio
Matwé Middelkoop /  Antal Van Der Duim hanno battuto in finale  Wu Di /  Zhang Ze con il punteggio di 7–6(8), 7–5